# Colombier-Saugnieu
Colombier-Saugnieu és un municipi francès situat al departament del Roine i a la regió d'Alvèrnia-Roine-Alps. L'any 2007 tenia 2.261 habitants.

## Demografia

### Població
El 2007 la població de fet de Colombier-Saugnieu era de 2.261 persones. Hi havia 797 famílies de les quals 151 eren unipersonals (39 homes vivint sols i 112 dones vivint soles), 206 parelles sense fills, 374 parelles amb fills i 66 famílies monoparentals amb fills.
La població ha evolucionat segons el següent gràfic:
Habitants censats

### Habitatges
El 2007 hi havia 843 habitatges, 803 eren l'habitatge principal de la família, 13 eren segones residències i 27 estaven desocupats. 739 eren cases i 91 eren apartaments. Dels 803 habitatges principals, 657 estaven ocupats pels seus propietaris, 123 estaven llogats i ocupats pels llogaters i 23 estaven cedits a títol gratuït; 24 tenien una cambra, 43 en tenien dues, 82 en tenien tres, 243 en tenien quatre i 412 en tenien cinc o més. 689 habitatges disposaven pel capbaix d'una plaça de pàrquing. A 272 habitatges hi havia un automòbil i a 487 n'hi havia dos o més.

### Piràmide de població
La piràmide de població per edats i sexe el 2009 era:
| Homes | Edats   | Dones |
| ----- | ------- | ----- |
| 0     | 95 o +  | 0     |
| 0     | 90 a 94 | 8     |
| 0     | 85 a 89 | 8     |
| 4     | 80 a 84 | 8     |
| 20    | 75 a 79 | 12    |
| 36    | 70 a 74 | 32    |
| 32    | 65 a 69 | 44    |
| 24    | 60 a 64 | 28    |
| 68    | 55 a 59 | 44    |
| 88    | 50 a 54 | 76    |
| 60    | 45 a 49 | 76    |
| 108   | 40 a 44 | 76    |
| 108   | 35 a 39 | 104   |
| 60    | 30 a 34 | 68    |
| 92    | 25 a 29 | 60    |
| 28    | 20 a 24 | 44    |
| 104   | 15 a 19 | 64    |
| 76    | 10 a 14 | 64    |
| 100   | 5 a 9   | 124   |
| 96    | 0 a 4   | 32    |

## Economia
El 2007 la població en edat de treballar era de 1.543 persones, 1.241 eren actives i 302 eren inactives. De les 1.241 persones actives 1.157 estaven ocupades (640 homes i 517 dones) i 85 estaven aturades (36 homes i 49 dones). De les 302 persones inactives 85 estaven jubilades, 124 estaven estudiant i 93 estaven classificades com a «altres inactius».

### Ingressos
El 2009 a Colombier-Saugnieu hi havia 820 unitats fiscals que integraven 2.343 persones, la mediana anual d'ingressos fiscals per persona era de 21.706 €.

### Activitats econòmiques
Dels 283 establiments que hi havia el 2007, 4 eren d'empreses extractives, 1 d'una empresa alimentària, 3 d'empreses de fabricació de material elèctric, 9 d'empreses de fabricació d'altres productes industrials, 30 d'empreses de construcció, 39 d'empreses de comerç i reparació d'automòbils, 115 d'empreses de transport, 14 d'empreses d'hostatgeria i restauració, 1 d'una empresa d'informació i comunicació, 6 d'empreses financeres, 10 d'empreses immobiliàries, 38 d'empreses de serveis, 9 d'entitats de l'administració pública i 4 d'empreses classificades com a «altres activitats de serveis».
Dels 49 establiments de servei als particulars que hi havia el 2009, 2 eren oficines de correu, 1 una oficina bancària, 1 funerària, 6 tallers de reparació d'automòbils i de material agrícola, 7 establiments de lloguer de cotxes, 2 paletes, 5 guixaires pintors, 6 fusteries, 4 electricistes, 1 empresa de construcció, 1 perruqueria, 5 agències de treball temporal, 6 restaurants, 1 agència immobiliària i 1 saló de bellesa.
Dels 19 establiments comercials que hi havia el 2009, 1 era una botiga de més de 120 m², 1 una botiga de menys de 120 m², 1 una fleca, 10 llibreries, 2 botigues de roba, 2 perfumeries, 1 una joieria i 1 una floristeria.
L'any 2000 a Colombier-Saugnieu hi havia 24 explotacions agrícoles que ocupaven un total de 781 hectàrees.

## Equipaments sanitaris i escolars
Els 2 equipaments sanitaris que hi havia el 2009 eren farmàcies.
El 2009 hi havia una escola elemental.

## Poblacions més properes
El següent diagrama mostra les poblacions més properes.